# Levende Eventyr & Fantasi
 Der er for få eller ingen kildehenvisninger i denne artikel, hvilket er et problem. Du kan hjælpe ved at angive troværdige kilder til de påstande, som fremføres i artiklen.

Levende Eventyr & Fantasi (LEF) er et dansk rollespilssystem udviklet af Jacob Octavius Jarlskov siden 1986.

## Udgivelser
- Den første trykte udgave 'Levende Eventyr & Fantasi' udkom i 1989 og forgik i Valhel i årene 700-900.
- Anden version 'Nemaranon' udkom i 1999 og omhandlede Valhel i årene 900-1000.
- Tredje version 'De Samlede Værker' er fra 2003 og handlede om Valhel i årene 1000-1100.
- Fjerde version 'Dystopia' er fra 2013, den udkom kun i elektronisk form på lefnet.dk og handlede om årene 1100 til 1200.
- Femte version 'Ej blot til lyst' kom i 2021. Handler om Valhel fra 1200 og frem.

Den første LEF Podcast er udkom i september 2021, og der kommer mindst en ny episode om ugen.

## Rollespilssystemet
LEF er et system for bordrollespil, der kræver blot 2t6 samt ens personlige karakterskema. Karakteren bygges op af en personlighed og en blodarv. Dertil kan karakteren udvikle sig i mange retninger gennem dannelser.
Karakterskema: 
- Seks talenter: Fysik, Karisma, Sanse, Sind, Snilde, Styrke
- Seks Kundskaber: Bioalkymi, Feltkunst, Kultur, Mytologi, Okkultisme, Teknik
- Fire tilstande: Liv, Helbred, Kraft, Psyke
- Plads til diverse grej.

Selve systemet fungerer ved at spilleren slår med 2t6, lægger sin evne/færdighed oveni, og prøver at nå et højere tal, end den af mesteren besluttede sværhedsgrad.

## Valhel
Valhel er en rollespilsverden, en eventyrverden, der har udviklet sig teknologisk og kulturelt til en industrialiseret eventyrverden med elektricitet og biologiske muskelmotorer. Store verdenskrige har ført til dannelsen af den politiske Internationale Organisation og den magtfulde nation Noxius har gennemført den første månelanding. Der findes stadig store kongeriger, fyrstedømmer, kræmmer-stater og kammerat-nationer. Der er okkulte teokratier, handelsimperier og bystater, men også hærgende trolde, udøde horder, forureningsskabte karnum, hekse, dæmoner og obskure fremmede magter.
Der har været spillet i Valhel siden 1986 og det er på den måde, Valhel har udviklet sig i kraft af karaktererne dumdristige og heltemodige handlinger. Valhel er altså udviklet af spillere og mester over mange år.
Se gennemgangen af Valhels historie på youtube, seks afsnit der strækker sig over 30 år rollespil: 

## LEF Podcast
Det første afsnit af LEF Podcasten Glimmer udgivet, den 26. september 2021. Siden er der blevet udgivet en ny episode om ugen, som faste Podcastserier, samt en række andre parallelle produktioner. De fleste podcasts er med fuldt lydbillede (effekter og musik) og kvaliteten af produktionen er høj. Der lægges vægt på den gode historie og mindre vægt på regler/systemer. Således er ikke nødvendigt at kende reglerne for at bliver underholdt. Der bliver fortalt historier i mange forskellige genre - dog er det fælles at alle historierne foregår i Valhel.
De forskellige podcasts består af typisk af 1 mester og 2 spillere der sammen fremføre en improviseret historie.

## Anmeldelser
'LEF – De samlede værker' blev anmeldt af Troldspejlet i 2003.
LEF 5, 'Ej blot til lyst' blev i lektørudtalelsen beskrevet som: "Virkelig flot layoutet og lækker bog, der med sine stemningsfulde illustrationer er meget inspirerende at læse i.", samt "En overdådig sværvægter blandt danske rollespilsudgivelser":